# 頭份福德祠
24°41′08″N 120°54′38″E / 24.685544°N 120.910470°E
頭份福德祠，是位於臺灣苗栗縣頭份市仁愛里的土地祠，其土地神稱為「頭份大伯公」。

## 沿革
此廟香火為光緒十一年（1885年）間由來臺灣開採樟腦的粵籍人士攜入頭份，原為一顆石頭，安奉在中山路的茄苳樹旁。與一旁的頭份石爺廟、頭份義民廟為當地信仰中心。學者陳運棟指出，此處舊地名叫「枋坪」，有中港溪支流河道番仔圳流經，為上游漂運木材枋料上岸之處，因北銜北勢街，南通南勢街，也為頭份陸運要衝、商旅聚集之所。
1967年地方人士發起建祠，並雕塑伯公、伯婆神像。
2006年1月10日成立改建委員會，主委徐耀昌，計畫將原先建坪20幾坪擴大成三間過道式廟宇格局，並合併頭份石爺廟。改建委員會並赴苗栗城隍廟，求得土地神留任文疏，同年5月8日出火安座時上告天庭。6月1日舉行改建興工動土大典。同月8日以擲筊方式擇定營建包商，包商多達10家，由徐德恩以12支聖筊勝出，打折以666萬元承接。
廟方請越南工匠以墨西哥玉石雕刻，包括採坐姿重約2.5公噸的土地公、土地婆、石母娘娘，和站姿重約1噸餘的月下老人，在2007年12月31日進行神像遊街。
2009年1月15日進行登龕安座大典。2011年1月9日竣工，落成後因佔地80坪成為頭份規模最大的福德祠。

## 祭祀

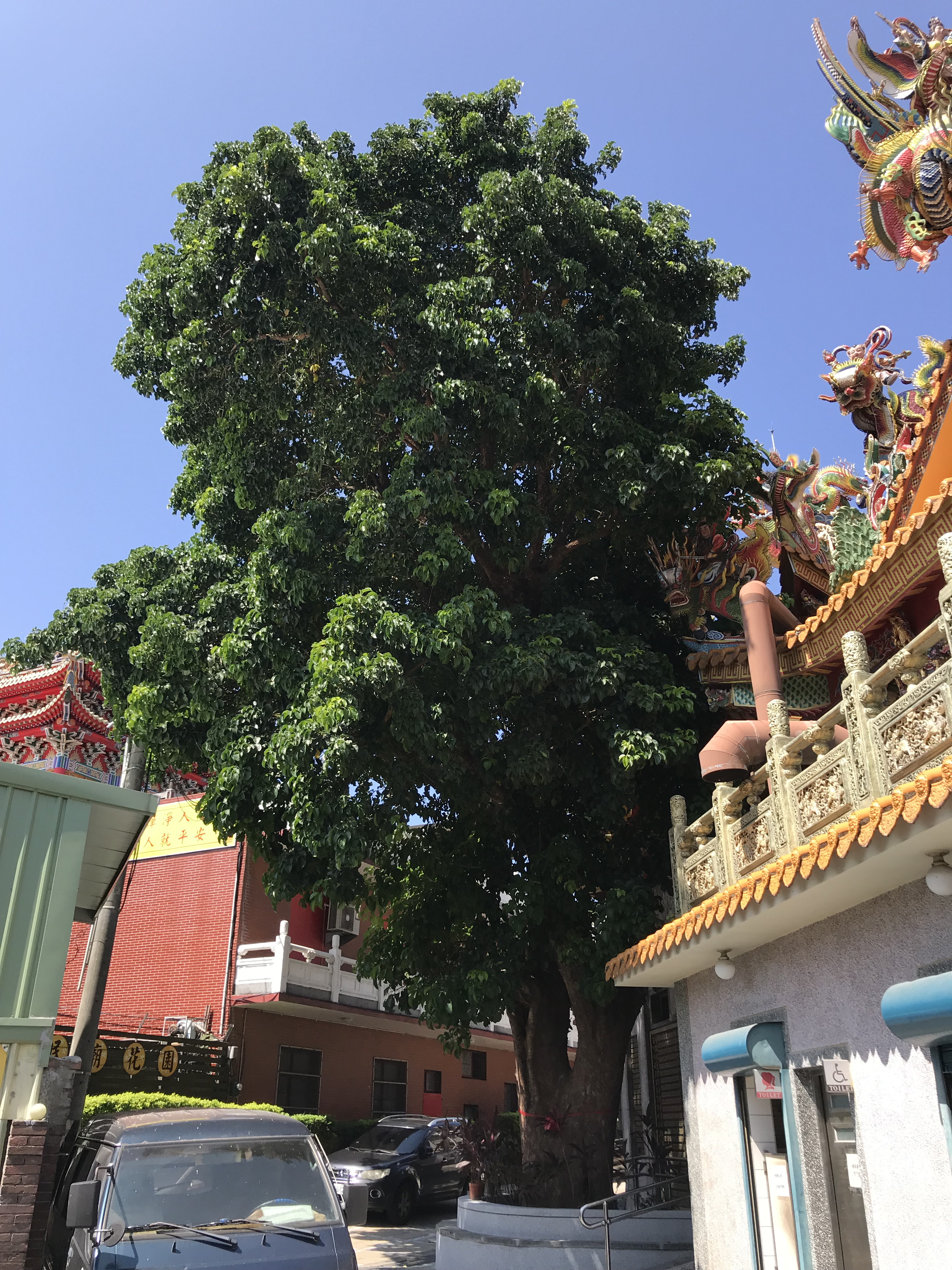
頭份福德祠茄苳樹

頭份福德祠的土地神為枋坪一帶的庄頭伯公，信眾包括連頭份上公園一帶的三姓埔、埤肚、上發著所、打醮坪、以及下公園一帶的組合背、北圳底、鹽館前、市場尾、河背路、井頭下、下發著所等處，也都涵蓋在內。在頭份的土地神中地位最高，廟也稱為「頭份大伯公廟」。
過去此廟的石母被視為石爺，關於石頭從何而來，有說是當年唐山石匠師傅所遺，也有說信徒自河邊撿來酷似人身的石像供奉安放在此廟茄苳樹下，2003年5月，管委會正名為「頭份石母娘娘」。農曆四月初七，為該石母娘娘誕辰，廟方會發放紅蛋給前往祭拜的孩童。2003年報導，管委會主委林垣輝表示估計全鎮至少有五分之一孩童作石母的契子。
當地仁愛里長張家聲自2002年5月發願，固定打掃頭份福德祠、頭份義民廟、渡船伯公、田頭伯公、楊統領廟及寶山鄉的一座伯公廟。
因是當地重要信仰中心，每逢初一、十五或重要節慶時，祠內香煙彌漫，於是廟方配合環保局裝設細懸浮微粒監測設施，當PM2.5超過濃度值75ppm螢幕即會亮紅燈警示。為苗栗最先安裝PM2.5監測設施的廟宇。